# Förälskade
Förälskade är ett studioalbum av det svenska dansbandet Thorleifs, utgivet den 1 oktober 2008. På albumlistorna lyckades det toppa i Sverige, nå 17:e plats i Danmark och 34:e plats i Norge. Även en danskspråkig version av albumet spelades in, Forelskede.
Låten "Ingen torkar längre tåren på min kind" är en cover på den svenske countryartisten Ingela Söderlund .

## Låtförteckning
1. "Jag tänder ett ljus"
2. "Det är bara himmelen"
3. "Utanför min dörr"
4. "Förälskade"
5. "Ingen torkar längre tåren på min kind"
6. "Dina blåa ögon"
7. "Innan höstlöven faller"
8. "Dagen som förändrade mitt liv"
9. "Blue Blue Moon"
10. "Om du var här hos mig"
11. "Lyckliga gatan" (Il ragazzo della via Gluck)
12. "I Have a Dream" (instrumental)
13. "Ingen av oss"
14. "Kärlekens hus" ("Living in a House Full of Love") (bonusspår)
15. "Lite av din tid, lite av din kärlek" (bonusspår)

## Medverkande
- Thorleifs - musiker
- Conny Olsson - gitarr
- Mats Wikman - gitarr
- Thorleif Torstensson, Thomas Thörnholm - producenter

## Listplaceringar
| Lista (2008-2009) | Topplacering |
| ----------------- | ------------ |
| Danmark           | 17           |
| Norge             | 22           |
| Sverige           | 1            |